# 布雷默弗德
布雷默弗德（德語：Bremervörde，發音：[ˌbʁeːmɐˈføːɐ̯də] ⓘ）是德国下萨克森州维默河畔罗滕堡县的城市，面积150.42平方千米，2023年12月31日人口为19,023人。